# Oferta por la cabeza de Morelos y Pavón
Oferta por la cabeza de Morelos y Pavón fue un documento escrito por el virrey Francisco Xavier Venegas publicado el 26 de marzo de 1812; en este se encuentra la política encargada de apagar los movimientos militares de insurgencia. Este documento se redactó durante la segunda etapa de organización de la Guerra de Independencia de México, que comprende del periodo de 1810-1815.

## Contenido del documento
Para este documento, el virrey Francisco Javier Venegas fue encargado de confirmar que se ofrecía una recompensa por la cabeza de José María Morelos, documento que fue aprobado tres días después de su creación con fecha de 23 de marzo de 1812.

" [...] en que se sirve prevenirme haga la oferta de un premio [...] al individuo [...] que aprenda al Cura Morelos y á los Brabos vivios ó muertos, y en efecto queda hecha la de 500 pesos por el primero y la de 2500 por cada uno de los segundos, Galiana y el Clérigo Matamoros [...]"